# 21 لابس للترفيه
21 لابس،  تعمل تحت اسم 21 لابس للترفيه، وهي شركة إنتاج أفلام وتلفزيون أمريكية أسسها ويديرها المخرج شون ليفي . تشتهر الشركة بإنتاج مسلسل أشياء غريبة ، وتقوم بتوزيع المحتوى حصريًا من خلال شراكة مع نتفليكس . كما أنتجت أفلامًا مثل تشيبر باي ذا دزن ، والمدهش الآن ، و فولاذ حقيقي ، و الوافد ، وسلسلة أفلام ليلة في المتحف ، بالإضافة إلى تعاون ليفي مع الممثل والمنتج رايان رينولدز ، والتي تشمل شاب حر ، و مشروع آدم ، و ديدبول وولفيرين . يعود أصل اسم الشركة إلى عدد اللفات التي ركضتها ابنة ليفي الكبرى في سباق الجري عندما كانت في الخامسة من عمرها. بالإضافة إلى الشعار، من المفترض أن يمثل الرمز مسار السباق.

## التاريخ
في عام 1999، قام شون ليفي ، الذي بدأ مسيرته على شاشة التلفزيون، بتأسيس شركة ونجو للترفيه. وكانت الشركة بالاسم فقط منذ البداية حتى عام 2005. حقق ليفي نجاحه من خلال دوره كمخرج في أفلام كاذب كبير جدا و متزوجان للتو و تشيبر باي ذا دزن .
في عام 2003، بعد نجاح أفلامه الروائية المذكورة أعلاه، أطلق ليفي شركته الإنتاجية الخاصة من خلال صفقة أولية مع شركة تلفزيون فوكس للقرن العشرين . كان الاتفاق هو إنتاج مسلسلات كوميدية مدتها نصف ساعة ومسلسلات درامية مدتها ساعة.
في عام 2005، أعاد ليفي تسمية الاستوديو إلى 21 لابس للترفيه ووقع اتفاقية غير حصرية مع إستوديوات القرن العشرين لإنتاج أفلامهم. سيتم إدارة قسم الأفلام بواسطة توم ماكنولتي، الموظف السابق في شركة هابي ماديسون بروداكشن ، وقسم التلفزيون بواسطة جيه جيه كلاين. كان المنتجان الأولان تشيبر باي ذا دوزن 2 و بيبر دينيس .
في عام 2010، وقع ليفي ومارتي أدلشتاين عقدًا لتأسيس شركة تلفزيونية تسمى 21 لابس/أدلشتاين للإنتاج، ووقعا اتفاقية مع شركة تلفزيون فوكس للقرن العشرين واستأجرا بيكي كليمنتس لتشغل منصب الرئيس.
في عام 2014، انفصل كل من ليفي وأدلشتاين، حيث أطلق الأخير استوديوهات تومورو كمشروع مشترك مع استديوهات آي تي في .
في يوليو 2016، تم عرض أحد مشاريع الشركة التلفزيونية، أشياء غريبة ، لأول مرة على نتفليكس وحقق إشادة نقدية، وحصل على تقييم 95% على موقع روتن توميتوز مع 55 من أصل 58 مراجعة إيجابية. كان الموسم الأول من العرض أيضًا أحد أكثر المسلسلات مشاهدة على نتفليكس، حيث بلغ متوسط مشاهدته 14.07 مليون شخص بالغ تتراوح أعمارهم بين 18 و49 عامًا في أول 35 يومًا. إلى جانب إنتاج المسلسل، أخرج ليفي حلقتين من الموسم الأول. تم عرض الموسم الثالث لأول مرة في 4 يوليو 2019  وتم عرض الموسم الرابع على جزأين في 27 مايو 2022 و1 يوليو 2022. تم تجديده للموسم الخامس والأخير. في عام 2020، وقعت الشركة صفقة النظرة الأولى مع نتفليكس.

## فيلموغرافيا

### الأفلام
| تاريخ الإنتاج           | العنوان                                                            | المخرج                    | الموزع | الملاحظات |
| ----------------------- | ------------------------------------------------------------------ | ------------------------- | --- | --- |
| 23 أكتوبر 2001          | رأيت أمي تقبل سانتا كلوز ‏                                          | جون شيبرد                 | باكس | الفيلم الأول؛ غير معتمد؛ بإنتاج مشترك مع ريجنت للترفيه واى سي إتش ومدين كابيتال تريوهاند                                         |
| 8 فبراير 2002           | كاذب كبير جدا                                                      | شون ليفي                  | يونيفرسال بيكتشرز | أول فيلم سينمائي؛ غير مذكور؛ إنتاج مشترك مع إنتاجات تولين/روبينز                                                                 |
| 10 يناير 2003           | متزوجة حديثًا                                                       | شون ليفي                  | شركة فوكس للقرن العشرين | غير مذكور؛ إنتاج مشترك مع شركة دونرز وروبرت سيموندز للإنتاج                                                                      |
| 25 ديسمبر 2003          | أرخص بالدزينة                                                      | شون ليفي                  | شركة فوكس للقرن العشرين | غير معتمد؛ إنتاج مشترك مع روبرت سيموندز للإنتاج                                                                                  |
| 21 ديسمبر 2005          | أرخص بالدزينة 2                                                    | آدم شانكمان               | شركة فوكس للقرن العشرين | أول فيلم يُنسب إليه الفضل تحت علامة 21 لابس                                                                                       |
| 22 ديسمبر 2006          | ليلة في المتحف                                                     | شون ليفي                  | شركة فوكس للقرن العشرين | تم إنتاجه بالتعاون مع 1492 بكتشيرز و ديون للترفيه                                                                                |
| 9 مايو 2008             | ماذا يحدث في لاس فيغاس                                             | توم فوغان                 | شركة فوكس للقرن العشرين | تم إنتاجه بالتعاون مع ریجنسي انترتینمنت و مجموعة موزاييك ميديا و ديون للترفيه وبن ستيشن للترفيه                                  |
| 20 أغسطس 2008           | الروك                                                              | بيتر كاتانيو              | شركة فوكس للقرن العشرين | تم إنتاجه بالتعاون مع شركة فوكس أتوميك                                                                                           |
| 22 مايو 2009            | ليلة في المتحف: معركة سميثسونيان                                   | شون ليفي                  | شركة فوكس للقرن العشرين | تم إنتاجه بالتعاون مع 1492 بكتشيرز و ديون للترفيه و شركاء إنجينيوس فيلم                                                          |
| 9 أبريل 2010            | موعد ليلي                                                          | شون ليفي                  | شركة فوكس للقرن العشرين | تم إنتاجه بالتعاون مع شركة ديون إنترتنمنت                                                                                        |
| 7 أكتوبر 2011           | الفولاذ الحقيقي                                                    | شون ليفي                  | أفلام والت ديزني ستوديوز | تم إنتاجه بالتعاون مع توتشستون بيكشرز ودريم ووركس وريلاينس إنترتينمنت                                                            |
| 27 يوليو 2012           | الساعة                                                             | أكيفا شافر                | شركة فوكس للقرن العشرين | |
| 7 يونيو 2013            | التدريب                                                            | شون ليفي                  | شركة فوكس للقرن العشرين | تم إنتاجه بالتعاون مع ريجنسي إنتربرايزز و إنتاجات وايلد ويست بكتشر شو وتي إس جي إنترتينمينت                                      |
| 2 أغسطس 2013            | الآن المذهل                                                        | جيمس بونسولدت ‏            | أ24 | تم إنتاجه بالتعاون مع أندرو لورين للإنتاج وغلوبال بروديوس                                                                        |
| 19 سبتمبر 2014          | هذا هو المكان الذي أتركك فيه ‏                                      | شون ليفي                  | وارنر براذرز بيكتشرز | تم إنتاجه بالتعاون مع وارنر براذرز بيكتشرز وسبرينغ كريك برودكشنز                                                                 |
| 10 أكتوبر 2014          | ألكسندر واليوم الرهيب، الرهيب، السيء للغاية                        | ميغيل أرتيتا              | أفلام والت ديزني ستوديوز | تم إنتاجه بالتعاون مع شركة والت ديزني بيكتشرز وشركة جيم هينسون                                                                   |
| 19 ديسمبر 2014          | ليلة في المتحف: سر القبر                                           | شون ليفي                  | شركة فوكس للقرن العشرين | تم إنتاجه بالتعاون مع 1492 بكتشيرز و تي إس جي إنترتينمينت                                                                        |
| 11 نوفمبر 2016          | الوصول                                                             | دينيس فيلنوف              | باراماونت بيكتشرز (أمريكا الشمالية وجمهورية الصين الشعبية) أفلام المرحلة 6 (دولي) ترفيه واحد (المملكة المتحدة) أفلام العروض المتنقلة (أستراليا) | تم إنتاجه بالتعاون مع FilmNation Entertainment و Lava Bear Films                                                                 |
| 23 ديسمبر 2016          | لماذا هو؟                                                          | جون هامبورغ               | شركة فوكس للقرن العشرين | تم إنتاجه بالتعاون مع Red Hour Productions و TSG Entertainment                                                                   |
| 17 فبراير 2017          | قتال بالأيدي                                                       | ريتشي كين                 | وارنر براذرز بيكتشرز | تم إنتاجه بالاشتراك مع New Line Cinema وVillage Roadshow Pictures و RatPac-Dune Entertainment وWrigley Pictures                  |
| 3 مارس 2017             | الجدول 19                                                          | جيفري بليتز ‏              | فوكس سيرش لايت بيكتشرز | تم إنتاجه بالتعاون مع 3311 Productions                                                                                           |
| 20 أبريل 2018           | كوداكروم                                                           | مارك راسو ‏                | نتفليكس | تم إنتاجه بالتعاون مع مجموعة جوثام وMotion Picture Capital                                                                       |
| 3 أغسطس 2018            | العقول الأكثر ظلمة                                                 | جينيفر يوه نيلسون ‏        | شركة فوكس للقرن العشرين | |
| 31 أغسطس 2018           | كين                                                                | جوناثان بيكر وجوش بيكر    | ليونزجيت | تم إنتاجه بالتعاون مع Summit Entertainment و No Trace Camping                                                                    |
| 16 أكتوبر 2020          | الحب والوحوش                                                       | مايكل ماثيوز              | باراماونت بيكتشرز (أمريكا الشمالية) نتفليكس (دولي)                                                                                              | تم إنتاجه بالتعاون مع Entertainment One                                                                                          |
| 19 فبراير 2021          | القلب العنيف ‏                                                      | كيرم سانجا                | جرافيتاس فينشرز ‏ | تم إنتاجه بالتعاون مع Material Pictures و3311 Productions                                                                        |
| 13 أغسطس 2021           | رجل حر                                                             | شون ليفي                  | أفلام والت ديزني ستوديوز | تم إنتاجه بالاشتراك مع 20th Century Studios و Maximum Effort و Berlanti Productions و TSG Entertainment وLit Entertainment Group |
| 6 أكتوبر 2021           | هناك شخص ما داخل منزلك                                             | باتريك برايس              | نتفليكس | تم إنتاجه بالتعاون مع Atomic Monster                                                                                             |
| 11 مارس 2022            | مشروع آدم                                                          | شون ليفي                  | نتفليكس | تم إنتاجه بالتعاون مع Maximum Effort و Skydance Media                                                                            |
| 14 أكتوبر 2022          | روزالين                                                            | كارين ماين ‏               | هولو (الولايات المتحدة) ديزني+ (دولي، عبر ستار ) نجمة+ (أمريكا اللاتينية)                                                                       | تم إنتاجه بالتعاون مع استوديوهات القرن العشرين                                                                                   |
| 9 ديسمبر 2022           | ليلة في المتحف: عودة كامون رع ‏                                     | مات دانر ‏                 | ديزني+ | تم إنتاجه بالتعاون مع شركة والت ديزني بيكتشرز ، وشركة أتوميك كارتونز ، وشركة علي بابا بيكتشرز                                    |
| 12 مايو 2023            | فوهة البركان                                                       | كايل باتريك ألفاريز       | ديزني+ | تم إنتاجه بالاشتراك مع شركة والت ديزني بيكتشرز                                                                                   |
| 2 يونيو 2023            | الرجل المرعب                                                       | روب سافاج ‏                | أفلام والت ديزني ستوديوز | تم إنتاجه بالتعاون مع 20th Century Studios وNeoReel                                                                              |
| 26 يوليو 2024           | ديدبول و ولفيرين                                                   | شون ليفي                  | أفلام والت ديزني ستوديوز | تم إنتاجه بالتعاون مع Marvel Studios و Maximum Effort                                                                            |
| 20 سبتمبر 2024          | لا تتركها أبدًا ‏                                                    | ألكسندر أجا               | أفلام ليونزجيت | تم إنتاجه بالتعاون مع HalleHolly وMedia Capital Technologies                                                                     |
| 28 مارس 2025            | ألكسندر ورحلة الطريق الرهيبة، الرهيبة، غير الجيدة، والسيئة للغاية ‏ | مارفن ليموس               | ديزني+ | تم إنتاجه بالتعاون مع شركة والت ديزني بيكتشرز وشركة جيم هينسون                                                                   |
| قادم                    |                                                                    |                           | | |
| سيتم الإعلان عنها لاحقًا | آبي والعجيبة الثامنة                                               | كليا دوفال                | سوني بيكتشرز تطلق | تم إنتاجه بالاشتراك مع TriStar Pictures                                                                                          |
| سيتم الإعلان عنها لاحقًا | كن أكثر هدوءًا ‏                                                     | سيتم الإعلان عنها لاحقًا   | أفلام والت ديزني ستوديوز | تم إنتاجه بالتعاون مع 20th Century Studios و5000 Broadway Productions و Berlanti Productions                                     |
| سيتم الإعلان عنها لاحقًا | فرقة فتيان                                                         | شون ليفي                  | باراماونت بيكتشرز | تم إنتاجه بالتعاون مع Maximum Effort                                                                                             |
| سيتم الإعلان عنها لاحقًا | النادي 33                                                          | سيتم الإعلان عنها لاحقًا   | أفلام والت ديزني ستوديوز | تم إنتاجه بالاشتراك مع شركة والت ديزني بيكتشرز                                                                                   |
| سيتم الإعلان عنها لاحقًا | استهلك                                                             | ديفيد جيلب                | صور سيرش لايت | تم إنتاجه بالاشتراك مع Supper Club                                                                                               |
| سيتم الإعلان عنها لاحقًا | فرسان العدالة                                                      | مايكل شوارتز تايلر نيلسون | أفلام ليونزجيت | |
| سيتم الإعلان عنها لاحقًا | شارع سمسم                                                          | جوناثان كريسل ‏            | وارنر براذرز بيكتشرز | تم إنتاجه بالاشتراك مع Marc Platt Productions ، Entertainment 360، و Sesame Workshop                                             |
| سيتم الإعلان عنها لاحقًا | سابين                                                              | سيتم الإعلان عنها لاحقًا   | سوني بيكتشرز تطلق | تم إنتاجه بالاشتراك مع Screen Gems                                                                                               |
| سيتم الإعلان عنها لاحقًا | زلزالي                                                             | سيتم الإعلان عنها لاحقًا   | نتفليكس | تم إنتاجه بالتعاون مع مجموعة ليت إنترتينمنت                                                                                      |
| سيتم الإعلان عنها لاحقًا | تكملة فيلم "الرجل الحر" بدون عنوان                                 | سيتم الإعلان عنها لاحقًا   | أفلام والت ديزني ستوديوز | تم إنتاجه بالاشتراك مع 20th Century Studios و Maximum Effort و Berlanti Productions وLit Entertainment Group                     |
| سيتم الإعلان عنها لاحقًا | فيلم الغرف الخلفية بدون عنوان                                      | كين بارسونز               | أ24 | تم إنتاجه بالتعاون مع A24 و Chernin Entertainment وAtomic Monster                                                                |
| سيتم الإعلان عنها لاحقًا | فيلم سرقة دولية بدون عنوان                                         | شون ليفي                  | نتفليكس | تم إنتاجه بالتعاون مع Maximum Effort و Genre Films                                                                               |
| سيتم الإعلان عنها لاحقًا | فيلم حرب النجوم بدون عنوان                                         | شون ليفي                  | أفلام والت ديزني ستوديوز | تم إنتاجه بالتعاون مع لوكاس فيلم                                                                                                 |

### تلفزيون
| سنة                     | عنوان                         | المبدعون                                     | شبكة           | ملحوظات |
| ----------------------- | ----------------------------- | -------------------------------------------- | -------------- | --- |
| 2006                    | بيبر دينيس                    | جريتشن ج. بيرج آرون هاربرتس                  | البنك الدولي   | تم إنتاجه بالتعاون مع شركة 20th Century Fox Television وشركة Two Presbyterians Productions |
| 2011–2017 2018–2021     | آخر رجل صامد                  | جاك بورديت ‏                                  | ايه بي سي ثعلب | تم اعتماده من قبل 21 Laps-Adelstein Productions تم إنتاجه بالاشتراك مع 20th Century Fox Television وDouble Wide Productions وNestEgg Productions وMr. Big Shot Fancy-Pants Productions وLyonsberry Productions |
| 2014–2015               | كريستيلا                      | كريستيلا ألونزو كيفن هينش                    | ايه بي سي      | تم اعتماده من قبل 21 لابس - أدلشتاين للإنتاج تم إنتاجه بالتعاون مع تلفزيون فوكس للقرن العشرين وإنتاجات هينش إن ذا ترينش                                                                                        |
| 2016–حتى الآن           | أشياء غريبة                   | الأخوة دافر                                  | نتفليكس        | تم إنتاجه بالتعاون مع شركة Monkey Massacre Productions |
| 2017                    | ماري الخيالية ‏                | آدم ف. جولدبرج ديفيد غواراسيو باتريك أوزبورن | ايه بي سي      | غير معتمد؛ تم إنتاجه بالاشتراك مع تلفزيون سوني بيكتشورز واستوديوهات أي بي سي وهابي ماديسون بروداكشن وإنتاجات آدم إف. جولدبيرج وإنتاجات ديفيد جواراسيو                                                          |
| 2020                    | أنا لست بخير مع هذا ‏          | جوناثان إنتويستل كريستي هول                  | نتفليكس        | تم إنتاجه بالتعاون مع صور الحفل ووادي قطرات المطر |
| 2020–حتى الآن           | ألغاز لم تُحل ‏                 | جون كوسجروف تيري دان ميورر                   | نتفليكس        | تم إنتاجه بالتعاون مع إنتاجات كوسغروف-مورير |
| 2020                    | داش وليلي ‏                    | جو تراكس                                     | نتفليكس        | تم إنتاجه بالتعاون مع شركة المحقق الصبي. والصورة 32 |
| 2021–2023               | الظل والعظم                   | إريك هيسرير                                  | نتفليكس        | تم إنتاجه بالتعاون مع كرونولوجي و استوديوهات لوم |
| 2022                    | أولي المفقود ‏                 | شانون تيندل ‏                                 | نتفليكس        | تم إنتاجه بالتعاون مع شركة إنتاجات فوفوفوفو |
| 2023                    | كل الضوء الذي لا نستطيع رؤيته | ستيفن نايت                                   | نتفليكس        | تم إنتاجه بالتعاون مع نيبولا ستار |
| 2024                    | الزوجان المثاليان             | جينا لاميا                                   | نتفليكس        | تم إنتاجه بالاشتراك مع أفلام بلوسوم وشركة باثليس وودز للإنتاج وشركة تو-فور تو-فور جو ومجموعة جاكال |
| قادم                    |                               |                                              |                | |
| سيتم الإعلان عنها لاحقًا | الفولاذ الحقيقي               | سيتم الإعلان عنها لاحقًا                      | ديزني+         | تم إنتاجه بالتعاون مع كومباري إنترتينمنت وانغري فيلمز و دريم ووركس والتلفزيون العشرون |